# Jean-François de Faudoas de Sérillac
Ne doit pas être confondu avec François de Faudoas, comte de Belin.
Jean-François de Faudoas de Sérillac, (1550-1609), militaire français, est un capitaine des guerres de religion. Comte de Belin, gouverneur militaire de Paris. De par son second mariage, on le trouve sous les noms de Jean-François d'Averton Belin, François d'Averton Belin et François de Faudoas Belin.

## Biographie

### Origine et famille
Il était le cinquième fils d'Olivier de Faudoas et de Marguerite de Sérillac. Né dans les années 1550 au château d’Augé vers 1550 et fut
baptisé en l'Église Saint-Barthélemy de Laplume, il épouse en premières noces Françoise de Warty en 1578, puis Renée d'Averton, en 1582, dont il prend le nom et les armes.

### Militaire
Il demeura en pension à Laplume pour y étudier avec ses frères, puis fut placé comme page auprès de Biaise de Montluc, lieutenant du roi en Guyenne. Etant sorti de page, il fit partie de la compagnie d’hommes d’armes de Fabien de Montluc, seigneur de Montesquiou, capitaine en place de Biaise de Montluc, le 26 avril 1572.
Sous le nom du sieur de Sérillac, François de Faudoas, capitaine de 60 hommes de pied de la garde du roi, qu’il passa en revue à Chatou le 2 novembre 1576, devint, en 1579, mestre de camp du régiment d’infanterie de son nom.
Il prit part au Siège de La Fère en 1580, sous les ordres du maréchal Jacques II Goyon de Matignon, et se démit de son commandement en 1585.
En 1585, Jean-François de Faudoas de Sérillac se démet de son commandement et est remplacé par Jean de Montcassin. Le régiment cesse de porter le nom de son mestre de camp pour prendre le titre de Régiment de Picardie. Tant qu’il fut à la tête de ce régiment, François de Faudoas prit le titre de mestre de camp des Bandes françaises ou Bandes de Picardie. Le roi Henri III avait récompensé ses services, dès 1580, en le nommant gentilhomme ordinaire de sa maison.

### Le Ligueur
François de Faudoas, depuis ce second mariage, porta le nom de François d’Averton et le titre de comte de Belin. A l’organisation de la Ligue catholique dans le Maine, en 1584, il se distingua par son ardeur et son courage et fut nommé gouverneur du Mans par Philippe d’Angennes, seigneur de Fargis, lieutenant général pour le roi dans le Maine.
Le jour de la Pentecôte 1585, les échevins du Mans et autres officiers allèrent saluer Philippe d’Angennes au Grabatoire, où il venait de s’installer. Le 28 août 1585, le chapitre de la Cathédrale du Mans s’était chargé de la garde du chateau Sur la fin de l’année, on reçut avis que Henri Ier de Bourbon-Condé, prince de Condé approchait du Mans pour le surprendre. Le capitaine de Belin alla dans les faubourgs préparer la défense et Bordigné se transporta à Pontlieue pour garder le passage.
Plus tard, en 1589, le duc Charles de Mayenne nomma le comte de Belin maréchal de camp général des armées catholiques. Le matin de la Bataille d'Arques (21 septembre 1589), Henri IV avait envoyé dans les bois plusieurs gentilshommes « lesquels luy amenèrent prisonnier le sieur de Belin, qui, avec cinq ou six chevaux, s’estoit advancé dans les mesmes bois afin de venir recognoistre l’assiette des troupes du roy, lequel en riant (pource que le roy l’avoit receu et embrassé de mesme) l’asseura que dans deux heures il aurait trente mille hommes de pied et dix mille chevaux sur les bras, et qu’il ne voyoit pas là des forces suffisantes pour leur résister. « Vous ne les voyez pas toutes, monsieur de Belin, dit le roy, car vous n’y contez pas Dieu ny le bon droit qui m’assistent ». Renvoyé sur parole proposer la paix au duc de Mayenne, qui s’était retiré au pont d’Aunay après la défaite, il accomplit le message du roi, qui « vouloir bien faire les premières démarches, qu’il ne réputeroit pas assurément à nécessité, puisqu’il étoit victorieux, mais pour prévenir la ruine de l’état ».

### Gouverneur de Paris
Après cette première tentative infructueuse de conciliation, le comte de Belin s’enferma dans Paris, dont Charles-Emmanuel de Savoie-Nemours, duc de Nemours lui confia le gouvernement en 1591. Il détermina le duc Charles de Mayenne à l’y rejoindre et alla l’y recevoir, le 28 novembre 1591. Aux états de la Ligue réunis en 1593 pour l’élection d’un roi très-chrétien, François d’Averton, qui travaillait déjà à la conversion d’Henri IV, réussit à faire avorter le projet d’établir sur le trône Charles Ier de Guise, duc de Guise. Du jour où il avait entrevu le roi à la Bataille d'Arques , il avait été séduit par Henri IV, « de sorte que peu à peu il s’es- toit laissé disposé à luy devenir serviteur... Et pour cet effet, estant gouverneur de Paris, il voulut essayer d’y faire des amis, afin de faciliter la remise qu’il en désiroit faire entre les mains du roy ».

### Ralliement à Henri IV
A la fin de 1593 il alla deux fois vers Henri IV sans grand succès. Le duc Charles de Mayenne, soupçonneux, priva le sieur de Belin du gouvernement de Paris. Celui-ci en sortit le 17 janvier 1594, malgré les instances des membres les plus influents du parlementé François d’Averton n’en continua qu’avec plus d’ardeur la tâche qu’il avait à cœur.

Le 20 mars, Henri IV, en considération des services rendus par le sieur de Belin et le sieur de Sérillac, son neveu, à la réduction de Paris, accordait le bénéfice de la capitulation aux héritiers de Guillaume de Brie, et deux jours après, le 22 mars 1594, le roi faisait son entrée solennelle dans Paris. 
« « On doit ce grand événement, au courage et à la prudence d’un si grand roy et au zèle de plusieurs de ses serviteurs, entre lesquels on compte... le sieur de Belin, qui s’estoit attiré l’affection des Parisiens.
 Pierre de L'Estoile.» »
François d’Averton avait su manœuvrer habilement dans ces circonstances difficiles. C’est à lui, dit-on, qu’Henri IV adressa ces paroles célèbres : « Après tout, Paris vaut bien une messe! » Il fut chargé de la défense des villes de Ham, Calais et Ardres.
Il est fait chevalier du Saint-Esprit le 6 janvier 1595, proposé le 3 janvier 1599 et reçu solennellement le lendemain en l’église des Augustins. Il produisit la même année ses preuves de noblesse.

### Gouverneur du prince de Condé
Gentilhomme de la chambre, capitaine de 50 hommes d’armes, conseiller aux conseils d’état et privé, le sieur de Belin, parvenu au faîte des honneurs, fut choisi par Henri IV pour précepteur (avec le titre de « gouverneur ») de Henri II de Bourbon-Condé, jeune prince de Condé. Il remplit cette charge au moins depuis 1600 jusqu’en 1605
« Quand j’ay voulu, disait Henri IV, faire un roi de mon neveu, je lui ai donné le marquis de Pisani; quand j’en ai voulu faire un sujet, je lui ai donné le comte de Belin. » Gédéon Tallemant des Réaux, qui raconte cette anecdote, ajoute que le comte s’accorda bien mieux que le marquis avec la Princesse, et qu’ils firent « de belles galanteries ensemble ».
François d’Averton n’avait plus guère reparu dans son pays d’origine. On y signale cependant sa présence au temps de la Ligue, lorsque Jean-Louis de Nogaret de La Valette, duc d’Épernon vint trouver le roi de Navarre en la ville de Nérac. A la fin de l’année 1605, informé sans doute de la maladie de son père, il put arriver à temps, sinon pour les derniers moments, du moins pour les funérailles, célébrées le 4 octobre 1605 à La Sauvetat. Le comte de Belin mourut dans les premiers mois de 1609.

### Famille
François de Faudoas contracta une première alliance, le 24 juillet 1578, avec Françoise de Warty, veuve de Galiot de Crussol, seigneur de Beaudiner, tué à Paris en 1572, le jour du Massacre de la Saint-Barthélemy, fils cadet de Charles de Crussol, vicomte d’Uzès, grand pannetier de France, sénéchal de Beaucaire et de Nîmes, et de Jeanne de Genouillac, dont elle n’avait qu’une fille, Marguerite de Crussol, morte sans alliance en 1592. Françoise de Warty était fille de Joachim, seigneur de Warty proche Clermont en Beauvaisis, vicomte de Cernelles, et de Madeleine de Suze, fille de Philippe de Suze, seigneur de la Versine, et de Claude de Villiers de l’Isle-Adam. De cette première alliance naquit seulement une fille, nommée Louise.
Le sieur de Sérillac ne tarda pas à convoler en secondes noces avec l’héritière de la maison d’Averton. Renée d’Averton, fille aînée de Payen II et d’Anne de Maillé de la Tour-Landry. Le contrat de mariage de Jean-François de Faudoas avec Renée d’Averton fut passé  dans la matinée du 14 août 1582, en présence et du consentement de François de Maillé de la Tour-Landry, comte de Châteauroux, oncle maternel de Renée. Le sieur de Sérillac s’engageait à prendre, pour lui et tous ses descendants issus de ce mariage, les nom, armes et cri de la maison d’Averton.
Il est le père de François de Faudoas, et l'oncle de François de Faudoas de Sérillac.

## Sources partielles
- « Jean-François de Faudoas de Sérillac », dans Alphonse-Victor Angot et Ferdinand Gaugain, Dictionnaire historique, topographique et biographique de la Mayenne, Laval, A. Goupil, 1900-1910 [détail des éditions] (BNF 34106789, présentation en ligne)
- Ambroise Ledru, Eugène Vallée, La Maison de Faudoas, Gascogne, Maine et Normandie A. Lemerre (Paris). 1907-1908  Voir en ligne